# Rhododendron blackii
Rhododendron blackii är en ljungväxtart som beskrevs av Hermann Sleumer. Rhododendron blackii ingår i släktet rododendron, och familjen ljungväxter. Inga underarter finns listade i Catalogue of Life.